# Jerzy Tabeau
Jerzy Tabeau (Zabłotów, Lengyelország (1945-től Zabolotyiv, Ukrajna), 1918. december 18. – Krakkó, Lengyelország, 2002. május 11.) lengyel orvos volt. Részt vett a német megszállás elleni mozgalomban a második világháború idején és ezért foglya volt az auschwitzi koncentrációs tábornak. Azon nagyon kevesek között volt, akik megszöktek onnan és az elsők között tájékoztatott a tábor jellegéről.

## Életrajzi adatok
Jerzy Tabeau 1936-ban fejezte be a középiskolát és 1939-ig folytatott orvosi tanulmányokat.
A második világháború kitörése és Lengyelország megszállása után belépett az ellenállási mozgalomba. Jerzy Wesołowski álnévvel titkos sajtót terjesztett Krakkóban. 1942-ben a Gestapo letartóztatta, és előbb a krakkói Montelupich börtönbe zárták, majd 1942. március 27-én Auschwitzba vitték.
A táborban hamis személyazonosságával jegyezték be mint politikai foglyot, és a 27273-as számot kapta. Elviselte ugyanazokat a szenvedéseket, mint a legtöbb fogoly: a kimerítő kényszermunkát, az őrök atrocitásait, az éhséget, a hideget, a betegségeket. Tüdőgyulladást és mellhártyagyulladást kapott és az Auschwitz I ún. kórházába került. Meggyógyulása után ott maradt ápolóként. Ott könnyebb élete volt amíg 1942 nyarán tífuszban betegedett meg, és egy SS-orvos likvidálásra választotta ki. Szerencséjére egy, a kórházban főnöki pozíciót betöltő fogoly közbenjárt egy másik SS-orvosnál, hogy Tabeaut töröljék a likvidálandók listájáról, és az beleegyezett. Tabeau meggyógyult és ápolóként maradt a kórházban 1943 áprilisáig, amikor áthelyezték Auschwitz II–Birkenauba írnokként a kórház részére a romák táborába.
1943 júliusában öt lengyel fogoly, köztük Tabeau szökési előkészületekbe kezdett. 1943. november 19-én kettőjüknek, Tabeaunak és Roman Cieliczkónak sikerült megszökniük rövidzárlatot keltve és átvágva a kerítések szögesdrótját.
Miután egy ideig Zakopanéban rejtőzködött, Tabeau visszatért Krakkóba és folytatta az ellenállási tevékenységet a Lengyel Szocialista Párt  mozgalmában. A Honi Hadsereg egyik egységébe lépett be, amely a Tátra lábánál levő erdőségben tevékenykedett. Egy 1944 októberében zajló harcban megsebesült.
A háború után 1945-től 1947-ig folytatta és befejezte az orvosi tanulmányait.
1947. szeptember 17-én Tabeaut tanúként hallgatta meg egy jogászbizottság, amely auschwitzi SS-orvosok ügyében folytatott vizsgálatot. A vád tanúja volt az 1963–1965-ös Frankfurt am Mainban megtartott auschwitzi háborús bűnösök pereiben is.
Tabeau kardiológus lett Krakkóban. Docensi címet szerzett, és 1968-tól 1990-ig egy kórház igazgatója is volt.
Az ellenállásban való tevékenységéért Jerzy Tabeaut a Grunwald Kereszt érdemrenddel , a Partizán Kereszttel  és a Lengyelország Újjászületése érdemrend lovagi fokozatával tüntették ki.

## A Tabeau-jelentés
Szökése után, 1943 decemberében és 1944 januárjában Tabeau jelentést írt mindenről, amit megismert Auschwitzról. 1944 márciusában sikerült Szlovákián keresztül Magyarországra vinnie jelentését, hogy eljuttassa az ottani zsidóság vezetőihez, majd visszatért Lengyelországba. Később a jelentése Svájcba került, ahol 1944 augusztusában sokszorosították és terjesztették főleg zsidó szervezetek és a lengyel emigrációs kormány .
A Tabeau-jelentés Washingtonba is eljutott a Franklin D. Roosevelt amerikai elnök által felállított Háborús Menekültek Hivatalához . A hivatal belefoglalta a később „Auschwitzi jegyzőkönyvek” vagy „Auschwitzi jelentések” néven ismert dokumentumba. Ennek gépelt változatát elküldte 1944. november 18-án amerikai újságoknak, majd november 26-án kiadta egy 30 oldalas könyv alakjában The German Extermination Camps of Auschwitz and Birkenau. Two Eye-Witness Reports (Az auschwitzi és birkenaui német megsemmisítő táborok. Szemtanúktól származó két jelentés) címmel.
Tabeau jelentése a gépelt irat és a könyv második, egyben utolsó részét képezi, a könyvben Report No. 2 Transport (The Polish Major's Report) (2. sz. jelentés Transzport. A lengyel őrnagy jelentése) címmel. Az első részük, a könyvben Report No. 1 The Extermination Camps of Auschwitz (Oswiecim) and Birkenau in Upper Silesia (1. sz. jelentés Az auschwitzi (oswiencimi) és birkenaui megsemmisítő táborok Felső Sziléziában) cím alatt tulajdonképpen négy másik megszököttől származó két jelentésből áll. Az egyik a Vrba–Wetzler-jelentés névvel ismert, amelyet Walter Rosenberg (Rudolf Vrba) és Alfréd Wetzler szlovákiai zsidók készítettek, a másik pedig Arnošt Rosin szlovákiai zsidótól és Czesław Mordowicz lengyelországi zsidótól származik. A három jelentés nem megírásuk időrendjében van elhelyezve a könyvben, hanem az érintett közösségek és a Szövetségesek szerinti fontosságuk sorrendjében. A három jelentést először a nürnbergi perben használták a vád alátámasztására.
Időrendben Tabeau jelentése az első, amelyből kitűnik, hogy Auschwitzban a zsidók ottani gyilkolásának népirtás jellege volt, azaz hogy tudatosan, rendszeresen, tömegesen, nemtől és kortól függetlenül, főleg elgázosítással követték el csak azért, mert zsidók voltak. Tabeau számukat 1,5 millióra becsülte. Egyébként már 1941 óta megjelentek információk a tábor koncentrációsból fokozatosan megsemmisítővé válásáról, de Tabeau jelentéséig egyenlő szinten szóltak lengyel foglyok, szovjet hadifoglyok és zsidók gyilkolásáról anélkül, hogy kitűnt volna belőlük a zsidók népirtás jellegű megsemmisítése.